# The Marble Index
The Marble Index es el segundo álbum en solitario y el tercer álbum de estudio de la cantante alemana Nico, fue lanzado en noviembre de 1968 por Elektra Records . El sonido de vanguardia introducido en el álbum, un marcado contraste con su debut en el pop folk, Chelsea Girl, fue el resultado de la combinación del armonio y la voz sombría de Nico y los arreglos musicales del productor John Cale, que se inspiraron en  la música clásica del siglo XX. Nico imaginó el lanzamiento como un intento de obtener legitimidad artística, cambiando así también drásticamente el aspecto que inicialmente la había hecho famosa como modelo.
A pesar de que The Marble Index pasó inadvertido cuándo se lanzó, ha conseguido el reconocimiento de los críticos musicales con el paso del tiempo. El sonido sin precedentes de Nico y su personal estilo —ambos reconocidos por su calidad tenebrosa—está considerado como una gran influencia en diversos artistas. Destacadamente, sirvió de prototipo musical y visual para el Rock gótico de los 80. Nico y Cale continuaron trabajando juntos, lanzando dos álbumes más de estudio del mismo estilo --Desertshore (1970) y The End... (1974)—que ahora se consideran como parte de una trilogía.

## Antecedentes

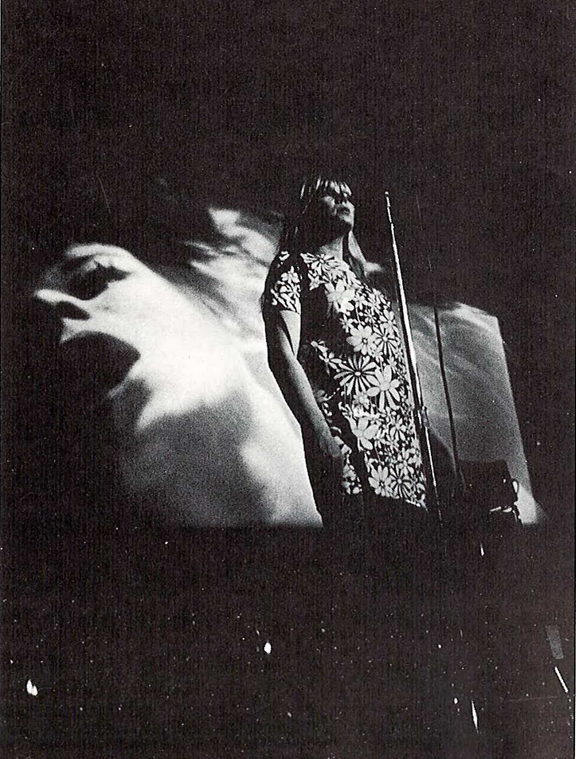
Nico en Exploding Plastic Inevitable de Andy Warhol, donde actuó con la actúe con The Velvet Underground, hacia 1967

Nico había hecho su grabación de debut 1965 con el sencillo "I'm Not Sayin"; por sugerencia de Andy Warhol' se unió a The Velvet Underground como cantante y cantó en tres de temas en el álbum de 1967 álbum The Velvet Underground & Nico. Nico y el grupo eran asiduos en The Factory. Sin embargo, Lou Reed era reticente a incluirla en la banda. Esto, junto con su deseo de ser solista, hizo que Nico dejará el grupo tan casualmente como se había unido. Los miembros de la banda continuaron acompañándola en sus actuaciones en solitario y tocaron en su disco de debut en solitario de 1967 Chelsea Girl, álbum de folk-pop que incluía canciones de Bob Dylan, Tim Hardin, y Jackson Browne (con quien Nico tuvo una breve relación).
Jim Morrison, a quien Nico llamó más tarde "[su] hermano de alma", le animó para escribir sus canciones propias; esto fue "un descubrimiento clave para [ella]". Estuvieron juntos en California en julio y agosto de 1967, a menudo conduciendo por el desierto y experimentando con peyote. Morrison, quién animó Nico a anotar sus sueños, leía para ella a Mary Shelley, William Blake y Samuel Taylor Coleridge. Grabó sus visiones químicas y sueños, usando el material para sus canciones como imaginaba que Coleridge, adicto al opio, había trabajado. En 1986 Nico dijo, " me enseñó a escribir canciones. Nunca creí que hubiera podido... Él realmente me inspiró mucho. Era como mirarme en un espejo entonces". Comenzó a escribir su propio material y a interpretarlo ante una audiencia íntima en el club de Steve Paul, The Scene. Nico compuso su música en un armonio comprado, según Richard Witts, a un hippie de San Francisco; el manager Danny Fields recordó, "Creo que Leonard Cohen  se lo pudo haber dado, o tuvo algo que ver para que lo consiguiera." Con aquel instrumento, "ella descubrió no sólo su propia voz artística sino también un nuevo reino de sonido." El órgano de bombeo zumbante llegó a ser su marca registrada.
The Marble Index fue producido durante un período poco estudiado de la vida de Nico. Para Matthew Lindsay de The Quietus, "la deriva liminal de estos años sólo enfatiza los amarres amorfos de la música y la falta de precedentes." Nico se acercó Danny Fields alrededor del verano de 1968 con el deseo de hacer un álbum y probarse artísticamente. Resentida de su belleza, cambia radicalmente su imagen - se tiñe el pelo de rojo y se viste con ropas negras en un esfuerzo por distanciarse de lo ha hecho de ella una popular modelo de pasarela. John Cale dijo, "odiaba la idea de ser rubia y bella y en cierta manera odiaba ser mujer, porque pensaba que todo lo que su belleza le había traído era dolor... De modo que The Marble Index era su oportunidad de probar que era una artista seria , no sólo ese tipo de bomba rubia." Nico ya tenía el título del álbum en mente desde The Prelude la obra maestra de William Wordsworth; en él,  contempla una estatua de Isaac Newton "con su prisma y cara silenciosa / El índice de mármol de una mente para siempre / Viajando a través de mares extraños de Pensamiento, sólo." Preguntada sobre la importancia de esta cita de Wordsworth, Nico respondió: "a veces encuentro un poco de mi poesía propia en otros poetas, sí. Incidentalmente o accidentalmente."

## Grabación
Fields transmitió la petición de Nico a Jac Holzman, cabeza de Elektra Records; ella fue a la oficina de Holzman en Broadway con su armonio y tocó para él. A pesar de la naturaleza desafiante de la música de Nico, Holzman acordó lanzar su álbum y asignó a Frazier Mohawk para producirlo, a pesar del desea de Nico y John Cale de trabajar juntos. Le dio un presupuesto de $10 000 (equivalente a $74 421), con una planificación de grabación en un estudio en La Ciénega Boulevard en Los Ángeles. Fields contactó con Cale, que fue el productor de facto del álbum después de que Mohawk le diera rienda suelta. Según Mohawk, gastó la mayoría de las sesiones usando heroína con Nico. Su uso de la droga se cita como influencia del sonido del álbum; Simon Reynolds escribió, "Si bien puede ser una interpretación reduccionista considerar a The Marble Index como el mejor álbum de heroína,, su hambre de narcosis, sus gélidas extensiones, recuerda la descripción de William Burroughs de la búsqueda del drogadicto por un 'Cero Absoluto' metabólico.

Durante las sesiones, Nico y Cale "pelearon constantemente" con la cantante "sufriendo" mientras grababan el disco. Nico y Cale trabajaron canción por canción, mezclando el álbum a medida que avanzaban, con la voz y el armonio como puntos de partida para cada pista. Cale dijo sobre el proceso de grabación,
El armonio estaba desafinado con todo. Ni siquiera estaba en sintonía con él mismo. Ella insistía en tocarlo sobre todo de modo que teníamos que encontrar maneras de separar la voz de él y después encontrar las voces instrumentales que fueran compatibles con la pista del armonio ... Como arreglista por lo general intentas coger las canciones y ponerles estructura, pero lo que pensé que era valorable era sacar el centro de la pista y trabajar alrededor del núcleo central de la tonalidad y los cambios. Eso dejó como un tapiz de forma libre detrás de lo que ella estaba haciendo, que fue cuando llegó a ser más abstracto.

También dijo, "Me quedé prácticamente sólo durante dos días y dejé entrar a [Nico] al final. Le puse [el álbum] canción por canción y rompió a llorar. '¡Oh!  ¡Es tan bonito!', '¡Oh,  es tan bonito!' Sabes, esto es lo mismo que me dice la gente, '¡Oh!  ¡Es tan suicida!'" El lanzamiento original de The Marble Index incluyó ocho de las 12 canciones que Nico grabó. "Roses in the Snow", "Nibelungen", "Sagen die Gelehrten" y "Reve Reveiller" se quedaron fuera del álbum. El álbum terminado tenía apenas 30 minutos de duración, que "aparentemente era tanto como Frazier Mohawk, mezclándolo y secuenciando, podía soportar sin comenzar a sentirse suicida".

## Composición
El estilo de vanguardia de The Marble Index distanció a Nico del rock y el pop. Cuándo un entrevistador le señaló el contraste entre Chelsea Girl y The Marble Index, Nico dijo que este último "No se supone que sea ruido, porque la mayoría de la música pop para mí es ruido, ¿está bien?" Según John Cale, el álbum "tiene más sentido en términos de promover la tradición clásica europea moderna que como música folk o rock". Con las composiciones de Nico basadas en uno o dos acordes, Cale decidió evitar drone y raga (la música Oriental común en la Costa Oeste en ese momento) a favor de una aproximación clásica europea en sus arreglos. El sonido resultante ha sido comparado la música folk con germánica, el Canto gregoriano, música medieval como los madrigales, vanguardia europea, Romanticismo y la música de Richard Wagner.
Peter Buckley advirtió del uso por Nico de drogas psicodélicas durante el Verano de Amor como una influencia en la música del álbum y Jim DeRogatis lo describió como un "mal viaje de música minimalista a la psicodelia". La revista frieze llamó a The Marble Index el "puente entre la Música minimalista de Nueva York de finales de los 1960 y las música ambient de Brian Eno de finales de los 1970". Simon Reynolds ha identificado el álbum como "el precedente del rock para aislacionismo", un término acuñado por el crítico Kevin Martin para describir "una red suelta de músicos experimentales desencantados refugiados del rock" que originó el género conocido como dark ambient. Sobre el aislacionismo, Reynolds escribe, "rompe con todas las premisas de bienestar del ambient"  y "evoca un silencio incómodo: la extraña calma antes de la catástrofe, la quietud mortal de las secuelas." Citó a Aphex Twin (particularmente su álbum de 1994  Selected Ambient Works Volume II)), Seefeel, David Toop y Max Eastley, entre otros, como exponentes de este estilo.
Según Uncut, The Marble Index es uno "de esa clase rara de discos que después de cuatro décadas no tiene todavía nada con o que compararse, siendo de un género propio". El álbum está considerado un disco proto gótico. André Escarameia sentía que el álbum "anticipó gothic rock por más de una década debido a [su] etéreo [ambiente] muy oscuro y su inquietante sonoridad." Su paisaje sonoro ha sido descrito como "desolado", "frío", "desgarrador" y "todo el sonido de alguien que ha sido enterrado vivo y golpea la tapa del ataúd". En la revista Rolling Stone en 1969, Anne Marie Micklo lo describió como tan "música ambiental, con un texto oscuro y esquivo recitado sobre ella". Con respecto a la sonoridad del disco, el escritor Simon Goddard escribió, "fue en [The Marble Index] donde se desató el verdadero sonido de Nico: una miseria sombría que definiría su música en las últimas dos décadas de su vida." Lenny Kaye de Wondering Sound describió el álbum como del gusto de Circe".

### Canciones
Las letras de Nico han sido descritas como " mitológicas y surrealistas ". Según Spin, "en busca de inspiración lírica, Nico miró a los poetas románticos y al peyote, pasiones compartidas con Jim Morrison". Stephen Davis escribió que la letra del álbum surge de la colaboración entre Nico y Morrison y su influencia se puede ver en títulos de canciones como "Lawn of Dawns", "Frozen Warnings" y "Evening of Light". Morrison le ofreció a Nico un modelo para sus escritos mostrándole cómo trabajaba en sus poemas, indicado por su uso de rimas internas . Según Peter Hogan, algunas de sus letras "muestran una marcada deuda con Sylvia Plath y William Blake " y una búsqueda de legitimidad artística. Otros críticos han encontrado intrigantes las letras de Nico.  Por ejemplo, Richie Unterberger escribió: "Nico entona letras que no expresan sentimientos específicos, pero transmiten un estado de inquietud". También han sido descritos como "duros [y] simbolistas "  y " metafísicos ".
El álbum comienza con un instrumental suave de piano y glockenspiel antes de pasar a "Lawn of Dawns", que presenta el armonio de Nico "de movimiento ondulante que se teje contra su voz".  La canción está envuelta en "ruido extraño y tintineo", mientras que una "guitarra oscura y vibrante ... se tambalea hasta detenerse en [sus] últimos segundos".  Presenta lo que puede ser la primera letra de Nico, inspirada en sus visiones de peyote con Jim Morrison: "Él te bendice, él me bendice/El día que la noche te acaricia,/Te acaricia, me acaricia,/¿Puedes seguirme? /No puedo entender cómo me siento/Hasta que descanse en el césped de los amaneceres—/¿Puedes seguirme?"  Nico explicó la experiencia inducida por el peyote que inspiró la letra: "La luz del amanecer era de un verde muy profundo y yo creía que estaba al revés y el cielo era el desierto que se había convertido en un jardín y luego en el océano. Yo no nado y me asusté cuando era agua y se resolvió cuando fue tierra. Me sentí abrazada por el cielo-jardín.”  La letra de la siguiente canción, "No One Is There", ha sido descrita como "con toda probabilidad influenciada por Jim Morrison" ("Algunos están llamando/Algunos están tristes/Algunos están llamando loco") y se canta sobre el cuarteto clásico de Cale de violas entrando y saliendo de su ritmo vocal inusual.  "Ari's Song" estaba dedicada al hijo pequeño de Nico, Christian Aaron "Ari" Boulogne, su único hijo con el actor francés Alain Delon y ha sido llamada "la canción de cuna menos reconfortante jamás grabada".  Comienza con los tonos entrecortados y sibilantes del armonio mientras ella canta suavemente, "Navega lejos / Navega lejos, mi pequeño".  "Facing the Wind" cuenta con el apoyo de " grupos de piano golpeados por Cale, raspado de percusión o paredes y tímpanos fuera de ritmo"; La voz de Nico suena filtrada (posiblemente a través de un altavoz Leslie ), con el "trabajo sonámbulo" de su órgano de tubos acompañado de viola y piano estridente. 
La cara dos se abre con "Julius Caesar (Memento Hodié)", que explora líricamente mitos y dioses. Presenta el armonio bajo y zumbante de Nico acompañado por la viola de Cale. En "Frozen Warnings", el arreglo de Cale se fusiona armónicamente con el órgano de tubos.  Se considera la canción característica de Nico de su colaboración con Cale; Nina Antonia escribió: "De todos los números extraños y destrozados del disco, 'Frozen Warnings' es la quintaesencia de Nico; letras que transmiten una atmósfera triste y poco consuelo en la melodía".  La calidad onírica del álbum termina con su última canción, "Evening of Light", que ha sido descrita como "terriblemente tranquila e hipnotizadora". Nico canta "Midnight winds are landing at the end of time", con el clavicémbalo y la viola staccato de Cale construyendo hasta que esta última gana terreno y se balancea con el "rugido y repiqueteo" de los tímpanos.  La reedición de 1991 de The Marble Index también incluye las tomas descartadas "Roses in the Snow" y "Nibelungen".  En este último, la voz de Nico no está acompañada. La versión completa (con acompañamiento instrumental) se incluyó en la compilación de 2007 The Frozen Borderline - 1968–1970 ; según Dave Thompson de AllMusic, "Se eleva para igualar cualquiera de las actuaciones o composiciones posteriores de Nico".

## Lanzamiento y secuelas
Cuando escuchó The Marble Index, Jac Holzman decidió que "no se trataba de no lanzarlo" a pesar de su falta de atractivo comercial; Holzman lo vio como una obra de arte, más que como un producto. El álbum fue lanzado en noviembre de 1968 con poca promoción. Un video musical de "Evening of Light", con Iggy Pop y los otros Stooges, fue filmado por el coleccionista de arte François de Menil en 1969. Ha descrito el clip como "una especie de artículo promocional anterior a MTV para [The Marble Index ]. Una de las primeras promociones pop."  De Menil estaba interesado en rodar un cortometraje con la cantante y ella accedió con la condición de que lo filmaran en Ann Arbor, Michigan, la ciudad natal de Pop y que apareciera en él. Dave Thompson describió el clip de la siguiente manera: "Fue filmado en un campo de maíz detrás [de la casa de Pop], yermo y sin rastrojos en el frío de finales de invierno, Nico de blanco y azotada por el viento, Pop con la cara blanca, maníaco y agitado, acariciando y aplastando las partes del maniquí. que cubría el campo, mientras una cruz de madera se levanta ante ellos y se prende fuego al caer la noche". Elektra Records, que no había aceptado financiar el proyecto, rechazó el video musical, al igual que "cualquier otro medio de comunicación al que se acercó De Menil".
The Marble Index "no pudo desafiar la supremacía de Nashville Skyline, From Elvis in Memphis, Abbey Road y Diana Ross & the Supremes Join the Temptations en las listas de álbumes de 1969".  Aunque Holzman estaba complacido con el álbum, la longevidad de Nico con el sello era poco probable; él estaba cada vez más preocupado por su consumo de heroína y ella tenía una actitud difícil e irresponsable. Nico salió de los Estados Unidos antes de ser echada oficialmente de Elektra, después de un incidente violento en un bar de la ciudad de Nueva York. Los biógrafos se refieren a ella saliendo de Estados Unidos como exiliada ; Nico dijo: "Cuando vives en un lugar peligroso, también te vuelves cada vez más peligroso. Podrías terminar en la cárcel". En Londres grabó dos discos más con Cale en la misma línea: Desertshore (1970) y The End... (1974), ahora considerados parte de una trilogía. El álbum fue reeditado como CD en 1991 con dos bonus tracks . Las canciones de The Marble Index se han incluido en compilaciones de Nico, incluidas The Classic Years (1998), Femme Fatale (2002),  y The Frozen Borderline - 1968–1970 (2007). Para celebrar el 60 aniversario de Elektra, "Frozen Warnings" fue lanzado como sencillo el 25 de octubre de 2010, con "No One Is There" como cara B.

## Recepción de la crítica
Aunque The Marble Index pasó generalmente desapercibido cuando se lanzó, fue elogiado por la contracultural East Village Other e International Times ;  sin embargo, la mayoría de los críticos encontraron "sus desolados paisajes sonoros inaccesibles". Anne Marie Micklo de Rolling Stone le dio al álbum una crítica positiva y calificó la cara dos como "una aventura realmente valiosa hacia el infinito musical". Surgió un seguimiento de culto a su alrededor, que incluía al periodista musical Lester Bangs, quien escribió en un artículo de 1978 titulado "Tu sombra te asusta: un intento de no estar asustado por Nico": " The Marble Index es la pieza más grande de la música 'clásica de vanguardia', 'seria' de la última mitad del siglo XX hasta ahora".  Aunque Bangs elogió el álbum, también escribió que "lo asustó muchísimo" y describió la experiencia auditiva como una "auto-tortura". 
El álbum ha tenido "un lento progreso hacia el cariño de la crítica"; en su mayor parte, las audiencias han permanecido desconcertadas. Según Simon Goddard, la mayoría de los críticos lo consideran "la obra maestra de vanguardia [de Nico]". The Rolling Stone Album Guide considera que The Marble Index es el punto en la discografía de Nico donde "comienza la escucha difícil", y el álbum es "bastante sorprendente por eso".  Anthony Carew de About.com lo llamó "un conjunto de canciones desarraigadas escritas sin precedentes" y "una inquietante asombrosa, obra de una mujer que, incluso en vida, se parecía mucho a un fantasma". Anthony Thornton de NME lo llamó un "triunfo artístico": "Sombrío pero hermoso, este álbum sigue siendo la encarnación más adecuada de su glamour condenado".  Según Spin, "Pocos discos, antes o después, han sonado más solitarios, espeluznantes o más desolados". Trouser Press lo describió como "uno de los discos más aterradores jamás realizados".
Richie Unterberger de AllMusic otorgó al álbum tres estrellas de cinco, describiendo la composición de Nico como "singularmente malhumorada". Dorian Lynskey escribió para The Guardian que The Marble Index fuerza la distinción entre arte y entretenimiento, comparándolo con la producción "aterradora" del músico Scott Walker (particularmente el álbum Tilt ), el pintor Mark Rothko y el escritor Philip Roth . Simon Reynolds describió el disco como "paisajes psíquicos, que brillan en su majestuosidad inmaculada y sin vida de alguien aislado del calor descongelante del contacto humano y el compañerismo"  y "música religiosa para nihilistas ". Louis Arp de Sputnikmusic fue menos entusiasta y encontró la música "pretenciosa" y "agitadora" en el aura que evocaba, mientras consideraba que las letras de Nico eran repetitivas y sin sentido. El crítico de Village Voice, Robert Christgau, dijo: "Mientras que The Velvet Underground y Nico más Chelsea Girl me convencieron de que Nico tenía carisma, The Marble Index más Desertshore me convencen de que es una tonta".

## Legado

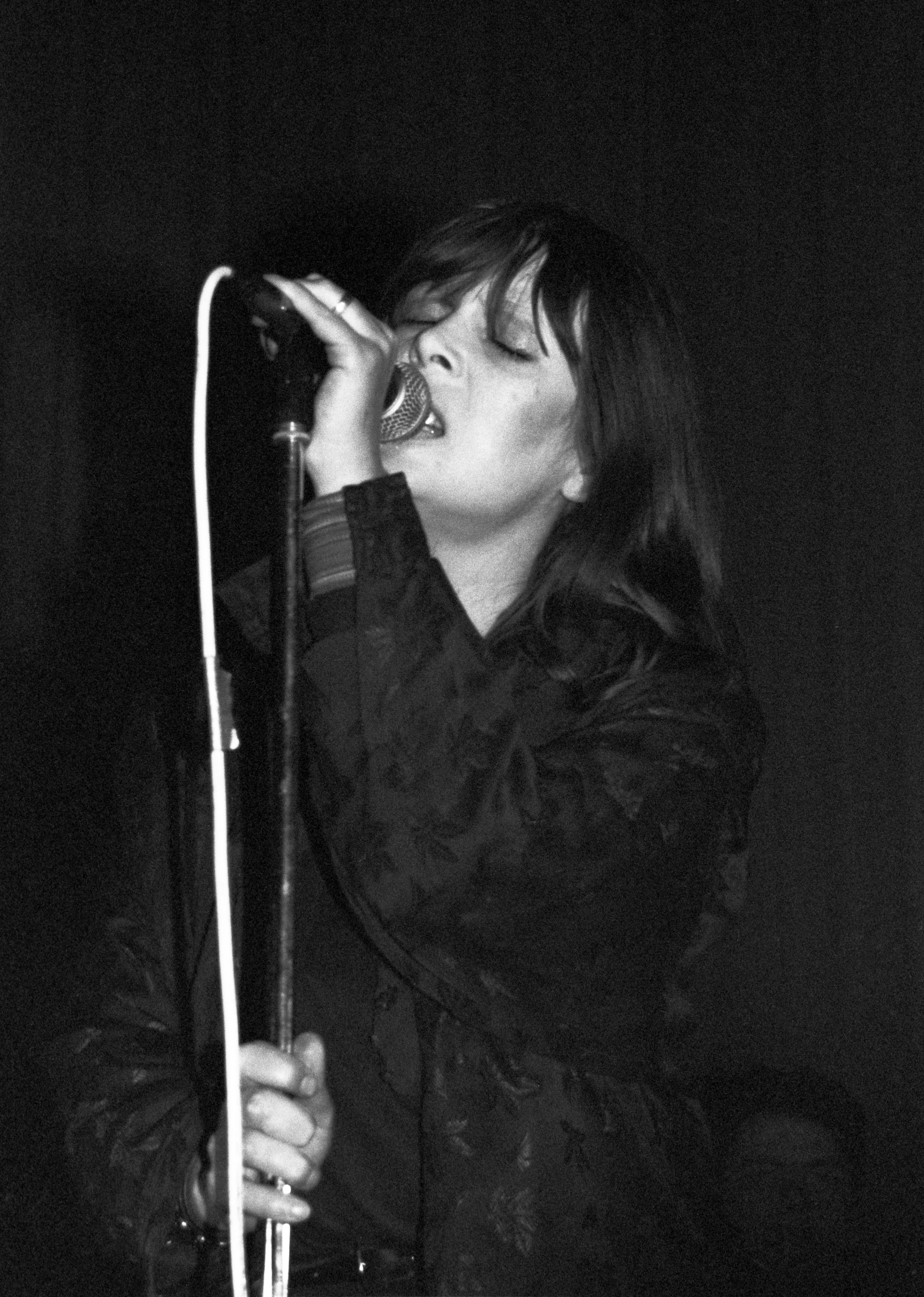
Nico actuando en la Universidad de Gales, Lampeter, 1985.

The Marble Index tiene un sonido que lo distingue del panorama musical de los años 60. Anthony Thornton de NME lo llamó "una obra cruda, opresiva que ha influido en todo el mundo desde PJ Harvey a Duke Spirit . Según Spin, "[ The Marble Index ] marcó la pauta para las próximas décadas de la música: Arthur Russell, Dead Can Dance, Fennesz, Zola Jesus, Grouper, prácticamente todas las bandas de metal que alguna vez usaron un clavicémbalo, pero pocos seguidores han navegado. tan cerca del borde del abismo con resultados tan escalofriantemente hermosos". La banda de rock canadiense The Marble Index lleva el nombre del álbum de Nico.
Simon Reynolds escribió sobre una rockera a la que llamó la Reina del Hielo: "El hielo es lo opuesto a todo lo que se supone que son las mujeres: cálida, fluida, generosa, receptiva. Al igual que Lady Macbeth, la Reina de Hielo se ha dessexuado, taponado sus conductos lagrimales y de lactancia. Ella ofrece frío, no comodidad. Sus superficies duras no pueden ser penetradas. Ella es una isla, un iceberg.”  En The Marble Index, Nico llevó esta personalidad (originalmente encarnada por Grace Slick ) aún más lejos, haciendo un fetiche de la desconexión y "[soñando] con una especie de nirvana negativo". Según Dazed, esta persona ha influido en Siouxsie Sioux, Zola Jesus y Björk . El álbum de 2011 de esta última, Biofilia, fue descrito por la revista Rolling Stone como 'el hermano digital de The Marble Index. La influencia de The Marble Index también se puede encontrar en la música de Laurel Halo .
"Frozen Warnings" se incluyó en el compendio 1001 Songs de Toby Creswell; Creswell escribió: "Tal como lo había hecho con The Velvet Underground & Nico, la cantante le dio un nuevo tono a la música". En 2013, John Cale seleccionó Life Along the Borderline: A Tribute to Nico en la Academia de Música de Brooklyn, que incluía canciones de The Marble Index y otros álbumes de Nico interpretados por Peaches, Yeasayer, Sharon Van Etten, Meshell Ndegeocello y Cale. Bobby Gillespie de Primal Scream ha señalado The Marble Index como uno de sus álbumes favoritos y afirmó que fue una "gran influencia" en la creación de su álbum Screamadelica de 1991. Jamie Stewart de Xiu Xiu, ha citado el álbum como inspiración, escribiendo, "cambió por completo mi visión de lo que era posible hacer en la música", y "nunca podrías confundirlo con nada más, que es una cosa asombrosa para ser capaz de hacer."  El álbum también fue uno de los favoritos del músico estadounidense Elliott Smith .
The Marble Index, que influyó en el rock gótico de finales de la década de 1970 y principios de la de 1980, ha sido llamado "el primer álbum gótico". Ian Astbury de The Cult y Peter Murphy de Bauhaus han citado a Nico como una influencia. Vivió en el Reino Unido cuando se estaba desarrollando la escena del rock gótico, con actos de apoyo que incluyen a Sisters of Mercy y Gene Loves Jezebel . Según Murphy, "Nico era gótica, pero era gótica como Mary Shelley, gótica de cualquiera de las películas de terror de Hammer. Ambas hicieron Frankenstein, pero el de Nico era real". David Dalton de Gadfly Online no estuvo de acuerdo: "Algunos dicen que ella es la creadora de. Gótico, pero esto es una tontería, un malentendido, un pastiche. Nico no tiene herederos. Ella es una entidad discreta." 
El lanzamiento del álbum coincidió con un cambio en el aspecto de Nico, cuando adoptó lo que se ha llamado una personalidad de "princesa gótica de terror y "cambió de rubio teñido a henna oscuro y comenzó a usar telas y botas negras y pesadas". Como resultado, además de ser un prototipo musical para la subcultura gótica, Nico también se convirtió en uno visual. Claire Marie Healy escribió: "La declaración visual de Nico de estos años habla del poder que conlleva crear una nueva personalidad para uno mismo"  y describió a la cantante como "la primera chica gótica". A principios de la década de 1980, muchas mujeres comenzaron a vestirse como Nico; Apodadas "Nico-adolescentes", fueron las primeras chicas góticas, lo que alentó un culto de seguidores para la cantante.

## Listado de pistas
Todas las canciones escritas y compuestas por Nico. 
| Side one |                   |          |  |
| N.º      | Título            | Duración |  |
| 1.       | «Prelude»         | 1:00     |  |
| 2.       | «Lawns of Dawns»  | 3:11     |  |
| 3.       | «No One Is There» | 3:37     |  |
| 4.       | «Ari's Song»      | 3:21     |  |
| 5.       | «Facing the Wind» | 4:55     |  |

| Side two |                                 |          |  |
| N.º      | Título                          | Duración |  |
| 6.       | «Julius Caesar (Memento Hodié)» | 5:02     |  |
| 7.       | «Frozen Warnings»               | 4:02     |  |
| 8.       | «Evening of Light»              | 5:40     |  |

| 1991 reissue bonus tracks |                     |          |  |
| N.º                       | Título              | Duración |  |
| 9.                        | «Roses in the Snow» | 4:10     |  |
| 10.                       | «Nibelungen»        | 2:43     |  |

## Personal
- Nico –  letra y música
- John Cale –  arreglos
- Frazier Mohawk – productor
- Jac Holzman –  supervisor de la producción
- John Haeny –  ingeniero
- Guy Webster –  fotografía
- Robert L. Heimall –  diseño
- William S. Harvey –  dirección artística
- David Anderle, Danny Fields –  amigos

Créditos adaptados de las notas internas de The Marble Index.